# Luis de Morales
Luis de Morales (Badajoz, c. 1510-Alcántara, c. 1586) fue un pintor español de estilo manierista. A la gran fama de que disfrutó en vida y a la predilección por temas religiosos en sus obras se debe el sobrenombre de «el Divino» o «El divino Morales». Desarrolló su actividad en un relativo aislamiento en Extremadura, si bien sus obras se distribuyeron por toda la Península.
En su pintura se observa un alargamiento de las figuras y el uso de la técnica del esfumado leonardesco, lo cual hace pensar en influencias de escuelas pictóricas extranjeras. No obstante, debido a su particular estilo de representación, su obra es fácilmente identificable.

## Vida y obra
Antonio Palomino sitúa el nacimiento de Morales hacia 1510, fecha que se confirma por una declaración del propio pintor de diciembre de 1584 en la que decía ser de edad de setenta y cuatro años poco más o menos. Era ya en ese momento un hombre anciano, incapaz de sostener la pluma por los temblores de la mano. Para Juan Antonio Gaya Nuño y otros especialistas, sin embargo, aceptar esa fecha plantearía serias dificultades para llenar ciertos huecos de la primera etapa de su vida. Por esto varios historiadores retrasan la fecha; así August L. Mayer la coloca en el primer cuarto del siglo XVI, sin especificar. Elizabeth du Gué Trapier la sitúa «probablemente en la primera mitad» e, incluso, Werner Goldschmidt llegó a colocar la fecha de su nacimiento en 1543, algo imposible, puesto que su hijo nace seis años después. Según Gaya Nuño, Morales nacería hacia 1520, y tendría al tiempo de su matrimonio treinta años. Esta hipótesis confirmaría que estaba efectivamente avejentado en su sesentena bien cumplida cuando Felipe II pasó por Badajoz y quiso conocerle, en 1580. 
En Badajoz se casa con Leonor de Chaves, persona influyente en la sociedad de la época, ya que era familiar de Hernando Becerra de Moscoso, regidor de Badajoz. Esto hace que tenga buena clientela, y con ella consigue abrir un taller de pintura con gran volumen de trabajo. El matrimonio tuvo cinco hijos, dos varones y tres hijas. Se dice que sus dos hijos trabajaban con él en el taller de pintura

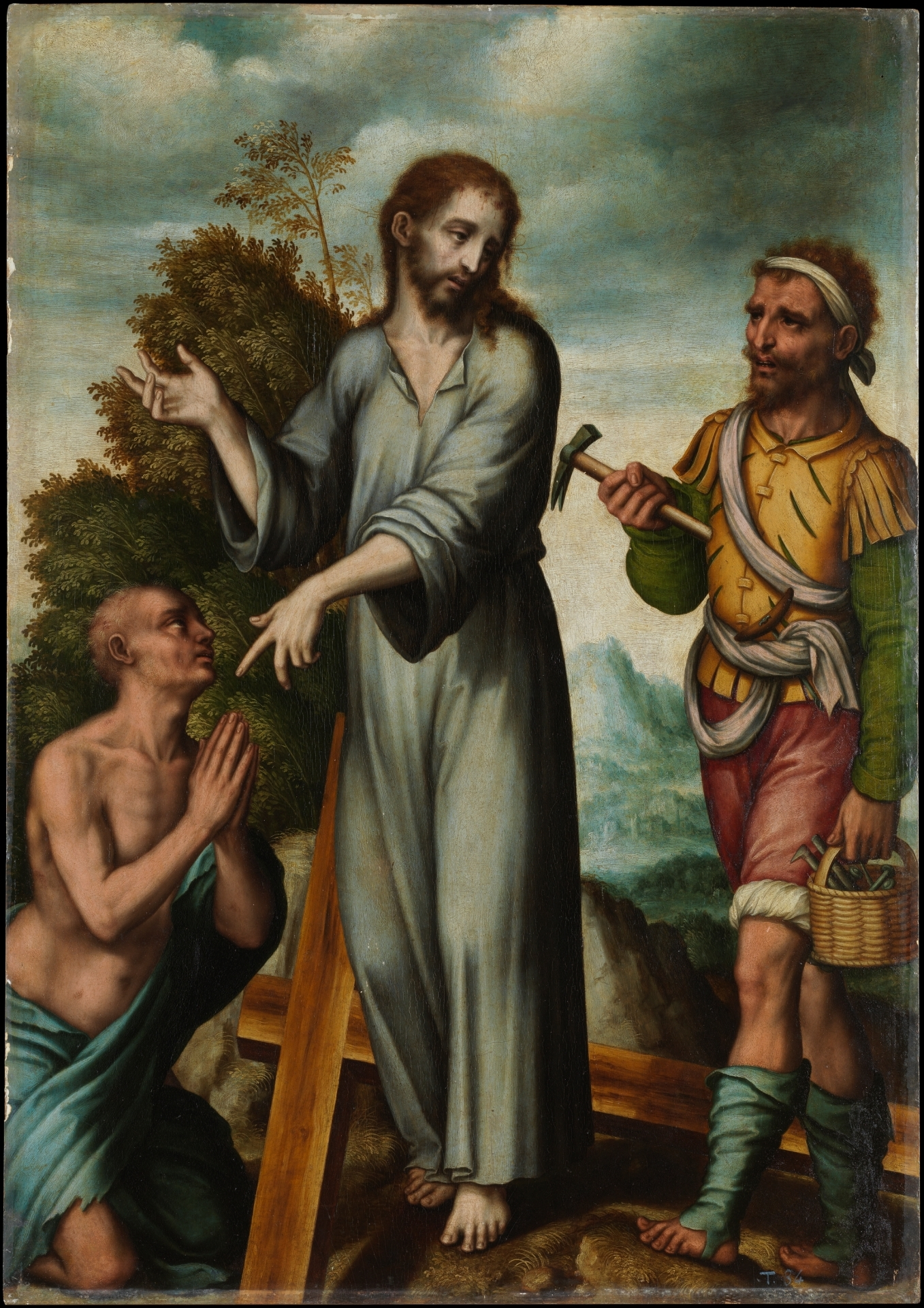
Cristo justificando su Pasión (c. 1565), Museo del Prado.

También es inseguro todo lo relacionado con su formación. Así, siguiendo el estudio de Gaya Nuño, se pueden indicar tres etapas en su formación: una primera en Sevilla, otra en Portugal y otra en Italia. La antigua hipótesis de que Morales hubiese estudiado con Pedro de Campaña, llegado a Sevilla cuando Morales tenía taller propio, no puede en la actualidad sostenerse. Si Luis de Morales residió en algún momento de su vida en Sevilla, ningún documento lo confirma. Tampoco hay indicios de que viajase a Italia, algo que debería haber hecho antes de 1535, cuando se le documenta en Aldeanueva de la Vera. Todo su conocimiento de la pintura italiana, por el contrario, se explica como en el caso de otros artistas españoles por el manejo de estampas de ese origen, lo mismo que flamencas y alemanas. Es en Plasencia donde hubo de llevar a cabo su formación y, entre sus modelos, estarían pintores castellanos como Alonso Berruguete, cuyas pinturas en el retablo del toledano convento de Santa Úrsula tienen fuertes puntos de contacto con la pintadas por Morales para la iglesia de Arroyo de la Luz.
Se da por concluido este período formativo hacia el año 1545 o 1546. Según Gaya Nuño, la década de 1554 a 1563 es la de «máxima y más feliz producción [...] lo mejor de la obra salida de sus manos». Y es en esta década cuando nos lo encontramos trabajando en Arroyo de la Luz (pueblo entonces llamado Arroyo del Puerco), en los años 1561-63.

## El horóscopo de Cristo

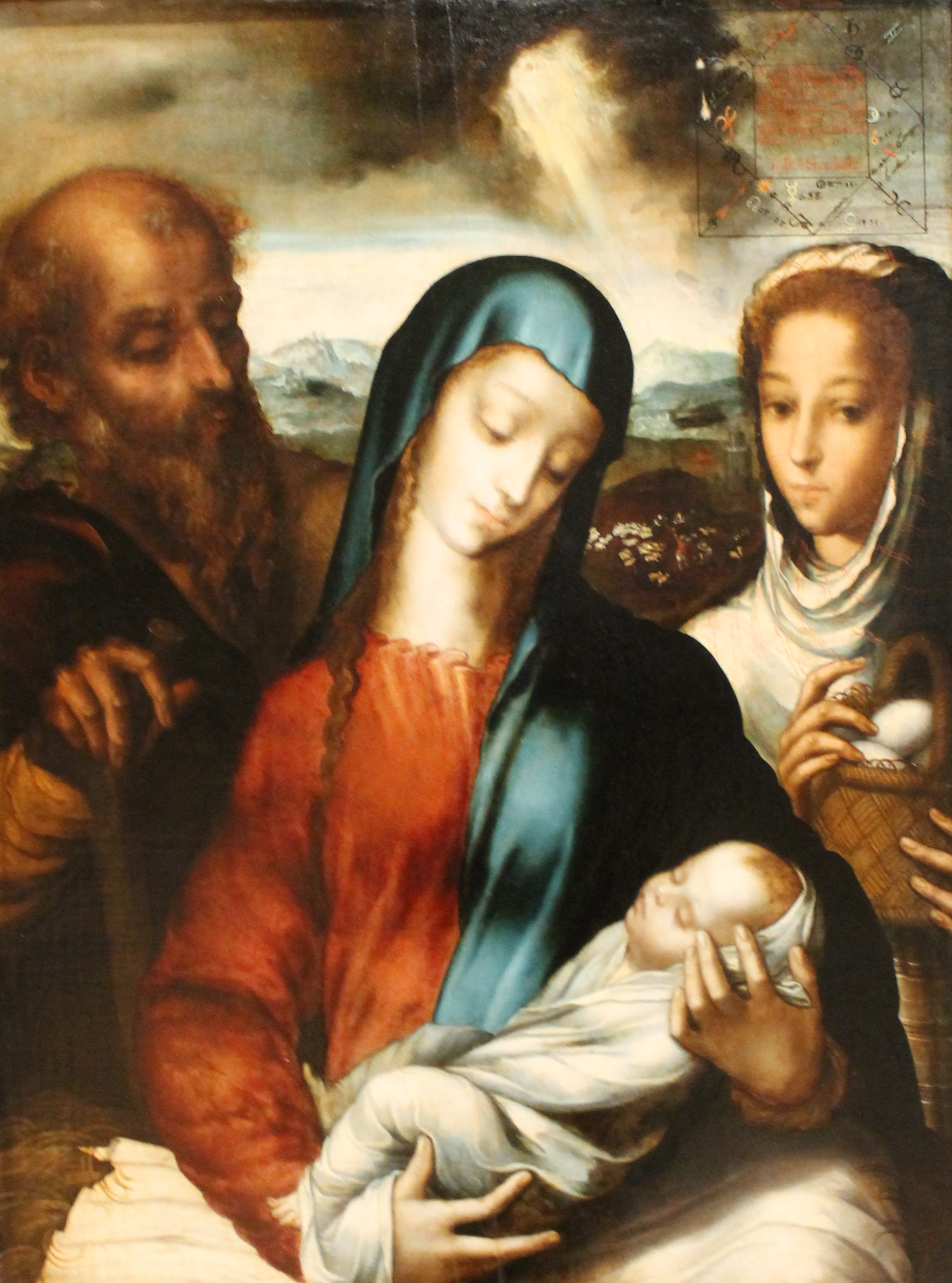
La Sagrada Familia con el horóscopo de Cristo (hacia 1554-1560). Óleo sobre tabla de nogal, 91 x 67 cm. Nueva York, The Hispanic Society of America.

La Sagrada Familia de la Hispanic Society es una de las obras más enigmáticas y estudiadas del pintor, especialmente desde que en 1953 Elizabeth du Gué Trapier identificase la representación del horóscopo de Cristo publicado en 1554 por Gerolamo Cardano siguiendo el Quadripartitus de Claudio Ptolomeo, sobre la cabeza de una también enigmática doncella con un cesto de huevos, con el añadido de la inscripción «temporis plenitudo» (Epístola a los Gálatas, 4,4). La obra de Cardano fue incluida en el Índice de libros prohibidos de 1559, lo que podría delimitar las fechas de producción de la tabla de Morales. En segundo plano aparece una torre identificada en la propia pintura como «Turris Ader», que según la Paráfrasis al Evangelio de San Lucas de Erasmo de Róterdam es el lugar donde se produjo el anuncio a los pastores del nacimiento de Cristo, que aparece en brazos de su madre, envuelto en una especie de sudario que podría ser un anuncio de la pasión, con la que se obra la redención. Todos esos elementos indican un elevado nivel de elaboración iconográfica, lo que alejaría a Morales de la condición de pintor artesano y de escasa cultura, pero la formación teológica que denotan parece exigir la presencia de un asesor, posiblemente el propio desconocido comitente de la pintura, que Alfonso Rodríguez G. de Ceballos ha sugerido pudiera tratarse del patriarca Juan de Ribera, obispo de Badajoz, retratado por Morales hacia 1566.

## Obras
Ciclo de la Pasión

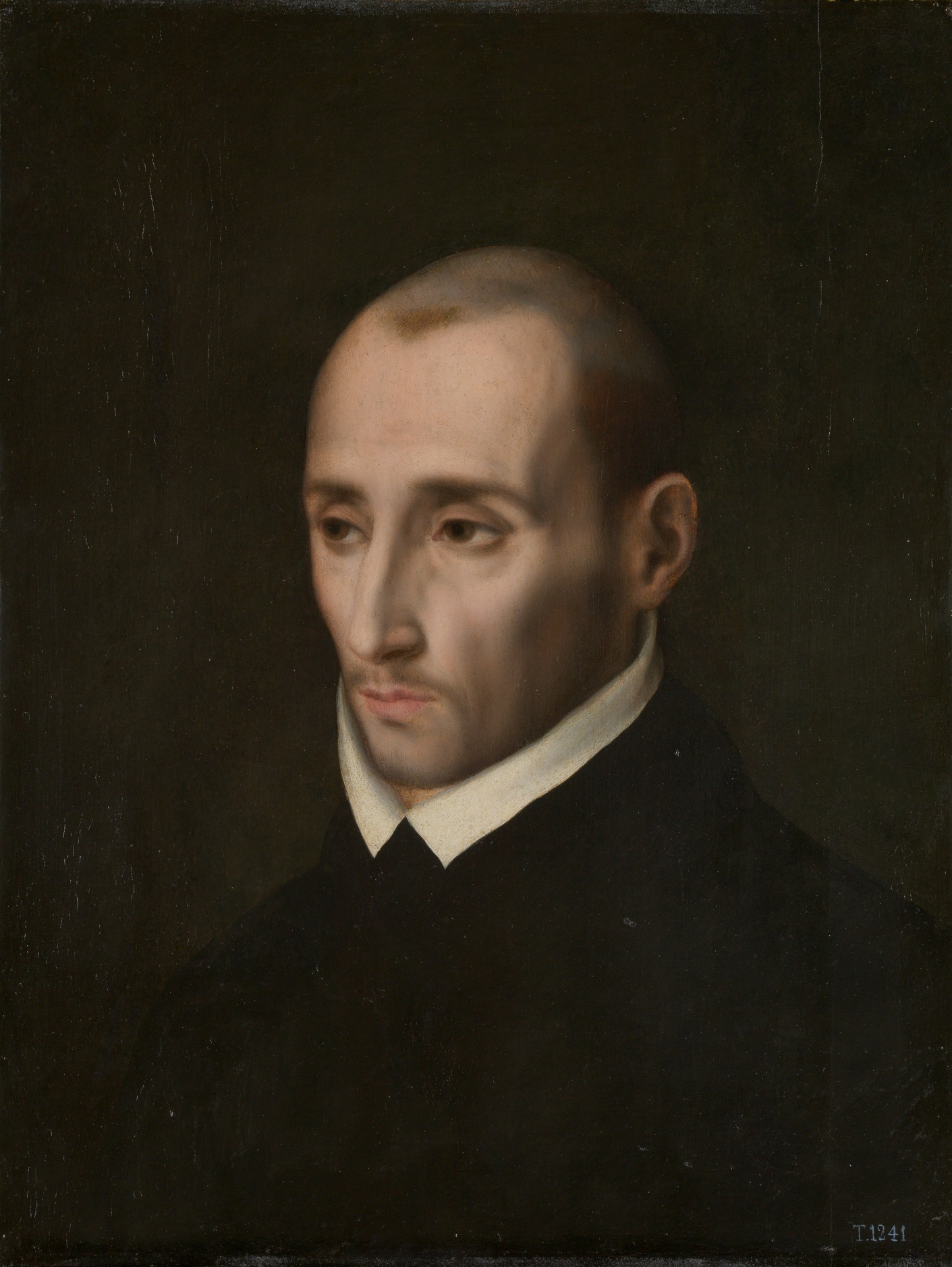
San Juan de Ribera (c. 1566), Museo del Prado.

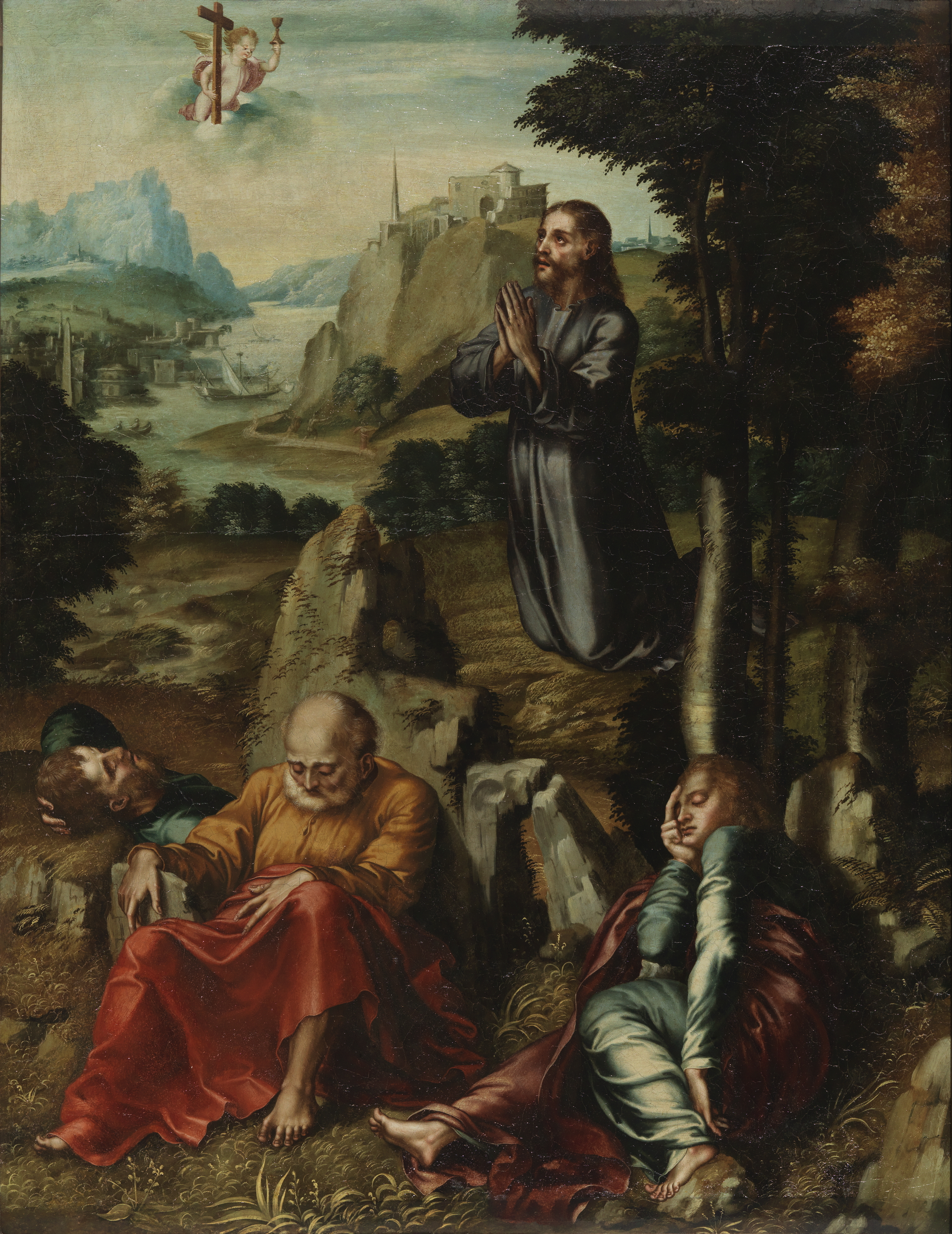
Luis de Morales, La oración en el huerto (hacia 1560-1570), Museo del Prado.

- La Piedad (1560), en la Catedral de Badajoz.
- La Piedad, Museo del Prado.
- La Piedad, Catedral de Málaga
- La Piedad, Museo del Louvre, París
- La Piedad (h.1560), Real Academia de Bellas Artes de San Fernando.[13]
- La Piedad, Museo de Bellas Artes de Badajoz.[14]
- Ecce Homo, en la Hispanic Society of America y en el Museo Camón Aznar de Zaragoza.
- Ecce Homo. Museo de Cádiz.
- Cristo atado a la Columna, en el Palacio Episcopal de Ciudad Rodrigo.
- Cristo varón de dolores, Minneapolis Institute of Arts.
- Cristo con la Cruz, Museo Nacional de Arte de Cataluña.
- Tríptico del Juicio del alma de Juan de Ribera y Cristo con la Cruz o El Nazareno (interpretando de modo personal la obra de igual asunto de Sebastiano del Piombo, que Morales pudo conocer en El Escorial), Museo del Patriarca de Valencia.
- Lamentación ante Cristo Muerto, Museo de Salamanca.[15]

Imágenes de la Virgen
- La Virgen del Pajarito (1546), en la iglesia de San Agustín de Madrid.
- Virgen con el Niño y san Juan Bautista, Catedral Nueva de Salamanca.
- Virgen con el Niño y san Juanito, Iglesia de Nuestra Señora de la Asunción de Villanueva de la Serena.[16]
- Virgen de la leche, en el Museo del Prado.
- La Virgen y los Santos Juanes, en la Iglesia de Nuestra Señora de Rocamador, en Valencia de Alcántara.
- Sagrada Familia con San Juanito, en el Museo Tesoro de la Real Colegiata de Santa María de Roncesvalles, en Roncesvalles.

Hagiografía
- San Juan de Ribera (1564), en el Museo del Prado.

Retablos
- Retablo de la iglesia parroquial Ntra. Sra. de la Asunción, en Arroyo de la Luz (Cáceres), donde se encuentra la mayor colección de obras del pintor que se conserva y la única que permanece completa en el mismo lugar para el que fue creada.
- Retablo de la iglesia parroquial de Barcarrota.
- Retablo de la iglesia parroquial de Nuestra Señora entrambos álamos, San Felices de los Gallegos, Salamanca (desaparecido).
- En la iglesia parroquial de San Martín de Trevejo en Cáceres se encuentran tres tablas de Luis de Morales cuya iconografía se corresponde con un San Miguel Arcángel, un Padre Eterno y Santiago el Menor. También encontramos un políptico procedente de su escuela en el que aparecen los cuatro evangelistas, la Dolorosa, San Juan y dos Cristos flagelados. En el centro faltaría el Cristo crucificado.
- Retablo de la capilla del Obispado de Ciudad Rodrigo , donde encontramos una tabla de Luis de Morales. Este retablo no siempre estuvo ahí, ya que se hizo para el convento de las Franciscanas Descalzas donde estuvo hasta la época de la Desamortización de Mendizábal. En 1950 se coloca en el Obispado donde se encuentra actualmente. La obra es un Cristo atado a la columna, óleo sobre tabla.

En 1917 el Museo del Prado organizó la primera exposición sobre la obra de Luis de Morales, la cual tuvo lugar del 1 al 31 de mayo y fue comisariada por Daniel Berjano Escobar. Contó con 36 obras, aunque la organización se encontró la negativa de todos los propietarios de obras de este pintor en Extremadura para prestarlas, además de otras instituciones que las poseían en Valencia, Salamanca y Madrid.